# Ivan Varzari
Ivan Varzari (n. 25 iulie 1937) este un politolog moldovean, care a fost ales ca membru de onoare al Academiei de Științe a Moldovei.